# Смолінський Микола Сергійович
Микола Сергійович Смолінський (* 18 жовтня 1953, с. Лукачани Кельменецького району  Чернівецької області — † 2 травня 2005, смт. Кельменці, похований в с. Лукачани) — журналіст, Заслужений журналіст України.

## Біографія
Микола Сергійович Смолінський народився 18 жовтня 1953 року в селі Лукачани
Кельменецького району Чернівецької області. 

Після закінчення сільської восьмирічної школи в Лукачанах, з 1968 по 1972 рік навчався в Чернівецькому будівельному технікумі.
Як показали наступні події, ці чотири роки допомогли Миколі Смолінському визначитись з своїми професійними уподобаннями. І серед них не було професії будівельника: він поступає на заочне відділення факультету журналістики  Київського державного університету імені Тараса Шевченка і йде працювати редактором радіо Чернівецького обласного комітету по телебаченню і радіомовленню.

В 1974-1976 роках була перерва в його навчанні і роботі: він відбував загальнообов’язкову службу в армії.

Закінчивши службу, продовжує вчитися (закінчив в 1980-му) і працювати — вже старшим редактором Чернівецького обласного радіо.
З 1983 він — спецкореспондент Українського республіканського радіо по Чернівецькій області, а потім, до кінця свого короткого життя (помер 2 травня 2005 року), — власний кореспондент Національної радіокомпанії України.
Став Заслуженим журналістом України.
«Це був воістину золотий голос краю» ( Севернюк Т. А.).

Про нього написана поетична книга «Пресвітлої печалі Жайвір Лукачанський». 

Вийшли його репортажі, інтерв'ю, замальовки: «До мами в гості восени», 2006, спогади сучасників: «Обірвана струна ще гаряча», 2006.
Похований в Лукачанах.

## Творчість
Авторські програми:
- «Від Дністра до Карпат»;
- «Сільські вечори»;
- художньо-публіцистична програма «У нас на Буковині».

Книга репортажів, інтерв'ю, замальовок:
- «До мами в гості восени» / Упоряд. В. Т. Джуран. —   Чернівці:  Зелена Буковина, 2006. – 152 с.

## Нагороди
- Заслужений журналіст України.